# Mateusz Gutowski
Mateusz Gutowski z Gutowa (* 1759; † 1804) war im Jahre 1789 katholischer Kanoniker (lat. clerici canonici) in der Kathedrale von Płock (Masowien).

## Einzelnachweis
1. ↑  Nowy Boniecki: Geburts- und Sterbejahr von Gutowski (Memento des Originals vom 20. Februar 2010 im Internet Archive)  Info: Der Archivlink wurde automatisch eingesetzt und noch nicht geprüft. Bitte prüfe Original- und Archivlink gemäß Anleitung und entferne dann diesen Hinweis.

| Personendaten    | Personendaten                     |
| ---------------- | --------------------------------- |
| NAME             | Gutowski, Mateusz                 |
| ALTERNATIVNAMEN  | Gutowski z Gutowa, Mateusz        |
| KURZBESCHREIBUNG | polnischer katholischer Kanoniker |
| GEBURTSDATUM     | 1759                              |
| STERBEDATUM      | 1804                              |